# Сьерра, Теренсио
Теренсио Эстебан Сьерра-Ромеро (исп. Terencio Esteban Sierra Romero; 26 декабря 1849, Комаягуа — 25 октября 1907, Дириомо, Гранада (Никарагуа)) — гондурасский государственный, политический и военный деятель, президент Гондураса (1 февраля 1899 — 1 февраля 1903), дивизионный генерал, инженер.

## Биография
Сын землевладельца.
Учился в Тридентинском колледже в Комаягуа. Позже изучал право в Литературной академии Тегусигальпы (ныне Национальный университет Гондураса). После обучения работал в типографии в Сальвадоре. После этого путешествовал по Центральной и Южной Америке, работал бухгалтером на судне. Изучал инженерное дело в США, получил диплом гражданского и военного инженера. Получил военное образование в Высшей военной школе в Германской империи.
В 1876—1883 годах в качестве инженера принимал участие в прокладке телеграфных линий и подводного кабеля от острова Амапала до материка.
В 1891 г. Теренсио Сьерра возглавлял безуспешное вооруженное восстание против правительства страны, при поддержке населения южного Гондураса, его движение вынудило правительство ввести осадное положение в городах Чолутека и Тегусигальпа.
С апреля 1897 по 14 января 1898 год — Командующий гондурасской армией.
Был одним из основателей Либеральной партии Гондураса.
1 февраля 1899 года был демократическим путём избран на пост президента страны. В 1902 году проиграл президентские выборы и после окончания срока полномочий выехал из страны в Сальвадор.
Умер от остановки сердца.